# Imogen Poots
Imogen Gay Poots (ur. 3 czerwca 1989 w Londynie) – angielska aktorka. Zagrała między innymi w filmie 28 tygodni później oraz Postrach nocy.

## Życiorys
Oprócz występów w filmach pracuje jako modelka. Jest twarzą domu mody Chloe.

## Wybrana filmografia
- 2005: V jak vendetta jako młoda Valerie
- 2007: 28 tygodni później jako Tammy
- 2009: Pęknięcia jako Poppy
- 2010: Człowiek sukcesu jako Allyson Karsch
- 2010: Centurion jako Arinne
- 2010: Pokój na czacie jako Eva
- 2011: Jane Eyre jako Blanche Ingram
- 2011: Postrach Nocy jako Amy
- 2012: Późny kwartet jako Alexandra Gelbart
- 2013: Brud jako Amanda Drummond
- 2013: Prawdziwa historia króla skandali jako Debbie Raymond
- 2014: Need for Speed jako Julia Maddon
- 2014: Ten niezręczny moment jako Ellie
- 2014: Nauka spadania jako Jess
- 2014: Dziewczyna warta grzechu jako Isabella Patterson
- 2015: Rycerz pucharów jako Della
- 2015: Sala strachu[1] jako  Amber
- 2016: Frank & Lola[1] jako Lola
- 2017: Sweet Virginia[1] jako Lila Mccabe
- 2017: Mobile Homes jako Ali
- 2017: Zabijam gigantów jako  Karen
- 2018: Wolny duch jako Joan
- 2019: The Art of Self-Defense[1] jako Anna
- 2019: Vivarium jako Gemma
- 2019: Castle in the Ground[1] jako Ana
- 2019: Czarne święta jako Riley Stone

- 2020: Ojciec jako pielęgniarka
- 2020: To wiem na pewno jako Joy Hanks (miniserial)
- 2020: Francuskie wyjście jako Susan